# エバイール・アパレシード・パウリーノ
エバイール (Evair) こと、エバイール・アパレシード・パウリーノ（Evair Aparecido Paulino、1965年2月21日 - ）は、ブラジル・ミナスジェライス州出身の元同国代表サッカー選手、サッカー指導者。現役時代のポジションはフォワード。

## 経歴
1988-89シーズン、セリエAのアタランタに移籍、3シーズンを過ごし、ここでは怪我で半数の試合を欠場した、1989-90シーズンを除いて、二桁ゴールを記録、アタランタでは89試合で30得点を記録するなど結果を残したが、イタリアには馴染めず、1991年にブラジルに帰国し、SEパルメイラスへ移籍した。
1995年、パルメイラスからジーニョ、セザール・サンパイオと共に横浜フリューゲルスに移籍。3月22日のベルマーレ平塚戦でJリーグ初ゴールを決めると、1年目は15ゴールを決めたが、チームは低迷してしまった。1996年には20得点を挙げ、16チームのクラブの中で、得点王を争った。横浜フリューゲルスの優勝争いに大きく貢献した。最終的に鹿島アントラーズ、名古屋グランパスエイトとの優勝争いの末、鹿島とは勝ち点3差、名古屋とは得失点差で競り負け、3位に終わった。1996年10月30日第27節福岡戦ではハットトリックを達成した。Jリーグでは通算59試合35ゴールの成績を残した。
ブラジルに帰国して復帰したパルメイラスでは、1999年のリベルタドーレス杯決勝でデポルティーボ・カリと対戦、2ndレグでPKによるゴールを決めて優勝に貢献、同年日本で開催されたインターコンチネンタルカップではマンチェスター・ユナイテッドに敗れた。2003年に現役を引退した。

## 個人成績
| クラブ   | クラブ     | クラブ   | リーグ | リーグ |
| 年度     | クラブ     | リーグ戦 | 出場   | 得点   |
| イタリア | イタリア   | イタリア | リーグ | リーグ |
| -------- | ---------- | -------- | ------ | ------ |
| 1988–89  | アタランタ | セリエA  | 25     | 10     |
| 1989–90  | アタランタ | セリエA  | 19     | 5      |
| 1990–91  | アタランタ | セリエA  | 32     | 10     |

| 国内大会個人成績 | 国内大会個人成績 | 国内大会個人成績 | 国内大会個人成績 | 国内大会個人成績 | 国内大会個人成績 | 国内大会個人成績 | 国内大会個人成績  | 国内大会個人成績 | 国内大会個人成績 | 国内大会個人成績 | 国内大会個人成績 |
| 年度             | クラブ           | 背番号           | リーグ           | リーグ戦         | リーグ戦         | リーグ杯         | リーグ杯          | オープン杯       | オープン杯       | 期間通算         | 期間通算         |
| 年度             | クラブ           | 背番号           | リーグ           | 出場             | 得点             | 出場             | 得点              | 出場             | 得点             | 出場             | 得点             |
| 日本             | 日本             | 日本             | 日本             | リーグ戦         | リーグ戦         | リーグ杯         | リーグ杯          | 天皇杯           | 天皇杯           | 期間通算         | 期間通算         |
| ---------------- | ---------------- | ---------------- | ---------------- | ---------------- | ---------------- | ---------------- | ----------------- | ---------------- | ---------------- | ---------------- | ---------------- |
| 1995             | 横浜F            | -                | J                | 36               | 15               | -                | -                 |                  |                  |                  |                  |
| 1996             | 横浜F            | -                | J                | 23               | 20               | 0                | 0                 |                  |                  |                  |                  |
| 通算             | 日本             | 日本             | J                | 59               | 35               | 0                | 0\|\|\|\|\|\|\|\| |                  |                  |                  |                  |
| 総通算           | 総通算           | 総通算           | 総通算           | 59               | 35               | 0                | 0\|\|\|\|\|\|\|\| |                  |                  |                  |                  |

## 代表歴

### 試合数
- 国際Aマッチ 9試合 2得点（1992年-1993年）[8]

| ブラジル代表 | 国際Aマッチ | 国際Aマッチ |
| 年           | 出場        | 得点        |
| ------------ | ----------- | ----------- |
| 1992         | 2           | 0           |
| 1993         | 7           | 2           |
| 通算         | 9           | 2           |

## タイトル

### クラブ
SEパルメイラス
- カンピオナート・ブラジレイロ・セリエA：1993、1994
- サンパウロ州選手権：1993、1994
- コパ・リベルタドーレス：1999
- トルネイオ・リオ＝サンパウロ：1993

横浜フリューゲルス
- アジアスーパーカップ：1995

CRヴァスコ・ダ・ガマ
- カンピオナート・ブラジレイロ・セリエA：1997

### 代表
ブラジル代表
- パンアメリカン競技大会：1987